# Rondò (poesia)
Nella poesia, un rondò  (in francese rondeau) è una poesia di tre strofe (5/3/5 o 4/2/4 versi) con due rime, e con un ritornello alla fine delle strofe 2 e 3 (che riprende il primo emistichio del primo verso). Molto in voga nei secoli XVI e XVII, non è mai stato completamente abbandonato. Esempi di forme:
La prima parola o le prime parole sono ripetute come un ritornello:
- alla fine della seconda terzina
- alla fine della poesia

Vi è una parola o un gruppo di parole aggiunte chiamate « clausola » o « rentrement ». La clausola non conta come verso e non rima.
La sua forma generale è: AABBA AAB (+ clausola) AABBA (+ clausola)
Esiste il rondò detto « rondeau redoublé », che ha solo due tratti comuni con il rondeau usuale:
- è costruito su due 2 rime
- termina con un ritornello che riprende le prime parole del primo verso.

Ma il suo schema è completamente diverso: si compone di 6 strofe di 4 versi a rime incrociate, di cui ogni verso della prima strofa a sua volta diventa il quarto verso delle quattro strofe che seguono. La sesta strofa ha i suoi quattro nuovi versi, dopo dei quali viene il ritornello che non ha rime.

## Rondeau, «Sans amour» di autore ignoto
Sans amour comment peut-on vivre ?
Il nous enfièvre et vous enivre,
Le temps fuit comme sable en main !
Que veut dire le mot : Demain ?
Est-ce vrai que la mort délivre ?
Verrai-je Noël sous le givre ?
Ou bien devrai-je bientôt suivre
La Parque dans son noir chemin
Sans amour ?
Le soir, quand le soleil se cuivre
Que dans sa splendeur, il se livre
Je vais, emportant mon bouquin…
Mais qu'il soit sévère ou coquin
Il n'est pour moi, pas de bon livre
Sans amour !

## Un'altra forma di rondeau: il rondinet
Il rondinet è una forma fissa molto antica, poco utilizzata ai nostri giorni, adatta alle brevi poesie d'amore.
Il rondinet è costruito su 12 versi e 2 rime, con una clausola come nel rondeau:
ABBABA + clausola - BAAB + clausola
Esiste un rondinet particolare dove tutte le rime sono femminili, mentre la clausola ha consonanza maschile. Questa forma si chiama dunque « rondelet ».